# TV.com
TV.com — вебсайт, що належить корпорації CNET Networks. Почав працювати 1 червня 2005 року, замінивши популярний ресурс TV Tome.
TV.com займається висвітленням телебачення, і фокусується на шоу, що транслюються в США, Великій Британії, Канаді, Австралії, Японії і Ірландії. Він включає новини, огляди подій, фотографії і телепередачі. Також користувачі можуть самостійно редагувати і вносити нові дані на сайт.
Оскільки сайт був створений на комерційній основі, то об'єм отримуваної інформації безпосередньо залежить від розміру добровільних пожертвувань.